# Mirades des del confinament
Mirades des del confinament és un fotomosaic de l'artista barceloní Joan Fontcuberta i Vilà, situat a la Plaça de Cal Font d'Igualada (l'Anoia). És el fotomosaic permanent de ceràmica més gran del món.
L'obra consta d'onze quadres, de gairebé cinc metres d'amplada i 3 d'alçària, col·locats l'un al costat de l'altre. Cadascun d'aquests panells són mosaics fets a partir de fotografies, fetes durant el confinament domiciliari per la pandèmia de coronavirus que va afectar els Països Catalans entre el març i el maig de 2020, de quinze mil ciutadans anònims que van respondre la crida de l'entitat Òmnium Cultural, que va rebre més de 64.000 imatges (d'aquestes se'n van utilitzar 39.600) d'aquest període; els onze mosaics formen el dibuix d'una persona que diu una lletra amb llengua de signes catalana, fent que si es llegeix d'esquerra a dreta la paraula que s'esdevé és «solidaritat». A partir d’un algoritme, es van triar les imatges utilitzant criteris per a mesurar el color, el to o la densitat de les imatges. Per a la realització de Mirades des del confinament, Fontcuberta va utilitzar els Googlegrames, tècnica que l'artista va començar a usar el 2004, essent un dels a fer-los servir per a confeccionar les seves obres.
El novembre del 2020 es va saber que el mural s'instal·laria a Igualada, epicentre de la pandèmia a Catalunya, amb el brot que va afectar la Conca d'Òdena.
El mural es va inaugurar el 17 de juliol de 2021, en un acte organitzat per Òmnium Cultural, el Festival Cruïlla de Barcelona i l'Ajuntament d'Igualada, amb el títol «Homenatge nacional a les persones que lluiten contra la Covid-19». L'acte el va conduir la periodista i membre de la junta nacional d'Òmnium Cultural Mònica Terribas, i va comptar amb les intervencions del batlle d'Igualada Marc Castells, el president d'Òmnium Anoia Pere Joan Vinós, el conseller d'Ensenyament Josep Gonzàlez i Cambray, la presidenta del Parlament de Catalunya Laura Borràs i Castanyer, el president d'Òmnium Cultural Jordi Cuixart i Navarro, el director del Festival Cruïlla Jordi Herreruela i el mateix autor del mural. També va comptar amb la presència de l'infermera Tijana Postic Bijavica, la professora Almodis Orellana, el metge i locutor de ràdio Xavier Cantero i Francesc Ricart, pacient de Covid-19 l'abril de 2020, que van explicar les dificultats que han tingut al llarg de la pandèmia. L'acte va anar acompanyat de la música de Cesk Freixas i va concloure amb l'estrena de la peça musical «Mirar endavant», del compositor Carles Prat i l'escriptora Anna Marsal, interpretada per la Jove Orquestra Simfònica de l’Anoia sota la direcció de Josep Miquel Mindán i Seuba, els solistes Pau Sastre i Judit Robles, i desenes de cantaires dels cors Exaudio, Coral Xalest, Cor Omnes, Coral Gatzara, Coral Els Verdums i Coral Mixta.